# Stephen Laybutt
Stephen John Laybutt  (* 3. September 1977 in Lithgow; † Januar 2024 bei Cabarita Beach) war ein australischer Fußballspieler.

## Karriere
Laybutt begann seine Karriere bei Wollongong Wolves, wo er von 1995 bis 1997 spielte. Danach spielte er bei Brisbane Strikers, Bellmare Hiratsuka, Parramatta Power, Feyenoord Rotterdam, RBC Roosendaal, Lyn Oslo, Sydney Olympic, Excelsior Mouscron, KAA Gent, Newcastle United Jets und Dandaloo FC. 2010 beendete er seine Spielerkarriere.
Im Jahr 2000 debütierte Laybutt für die australische Fußballnationalmannschaft. Er wurde in den Kader der Ozeanienmeisterschaft 2000 und 2004 berufen. Er bestritt insgesamt 15 Länderspiele für Australien.
Nach seiner Laufbahn gab Laybutt bekannt, homosexuell zu sein. 2021 spendete er eine Niere, den Empfänger hatte er bei seiner beruflichen Tätigkeit in einem Rehazentrum kennengelernt. Laybutt wurde am 13. Januar 2024 vermisst gemeldet, einen Tag später fand die Polizei seine Leiche nahe Cabarita Beach. Die Polizei geht von Suizid aus.

## Errungene Titel

### Mit der Nationalmannschaft
- Ozeanienmeisterschaft: 2000, 2004

### Mit seinen Vereinen
- National Soccer League: 2001/02
- A-League: 2007/08